# Синицкий (хутор)
Синицкий — хутор в Погарском районе Брянской области в составе Гетуновского сельского поселения.

## География
Находится в южной части Брянской области на расстоянии приблизительно 5 км на запад по прямой от районного центра города Погар.

## История
Упоминался с первой половины XIX века как хутор Синицкого (Сеницкого). В 1859 году здесь (хутор Стародубского уезда Черниговской губернии) было учтено 2 двора, в 1892 — 3. На карте 1941 года отмечен как поселение с 56 дворами.

## Население
Численность населения: 12 человек (1859 год), 14 (1892), 195 (русские 99 %) в 2002 году, 180 в 2010.